# Bataille d'Adyar
Première guerre carnatique
Batailles
- Négapatam (1746)
- Madras (1746)
- Adyar (1746)
- Gondelour (1748)
- Pondichéry (1748)

La bataille d'Adyar, également connue sous le nom de la bataille du fleuve Adyar, est un affrontement qui a lieu le 29 octobre 1746 pendant la première guerre carnatique. Il oppose un petit contingent de la Compagnie française des Indes orientales, qui avait récemment pris la ville voisine de Madras aux Britanniques, à une force bien plus importante de 10 000 hommes appartenant à Anwaruddin Khan, le nabab du Carnate (en), désireux de reprendre Madras aux Français. Au cours de cette bataille, qui a lieu à proximité des berges du fleuve Adyar, les Français infligent une défaite décisive aux forces carnatiques, démontrant ainsi la supériorité d'une force européenne bien entraînée sur une armée indienne bien plus nombreuse mais mal équipée.

## Sources et bibliographie
- Rose Vincent (dir.), Pondichéry, 1674-1761 : L'échec d'un rêve d'empire, Paris, Autrement, coll. « Mémoires » (no 24), mai 1993, 262 p. (ISBN 2-86260-433-X, ISSN 1157-4488).
- (en) Dodswell, Dupleix and Clive (lire en ligne)